# هوپفول (آلاباما)
هوپفول (به انگلیسی: Hopeful) یک منطقهٔ مسکونی در ایالات متحده آمریکا است که در آلاباما واقع شده‌است. هوپفول ۲۴۸٫۱۱ متر بالاتر از سطح دریا واقع شده‌است.